# 의용순금사
의용순금사(義勇巡禁司)는, 고려 후기에 창설되어 조선 초기까지 존속했던 치안기구인 순군만호부를 태종 3년(1403년)에 개칭, 개편한 관청이다. 줄여서 순금사(巡禁司)라고도 하였다. 의금부(義禁府)의 전신이다. 

## 개요
고려 이래로 치안 기구로써 존재했던 순군만호부는 태종이 즉위하고 1년 8개월여만에 두 차례에 걸쳐 그 개혁이 이루어졌다. 1차 개편은 태종 2년 6월 순위부로 개칭한 것이었는데, 법사(사법기관)로서 순군만호부가 보유한 과도하게 많은 병력을 왕성 순위(巡衛)의 임무를 통해 정규 중앙군인 십사(十司)과 함께 동원시킨다는 뜻에서 이러한 개칭이 이루어진 것으로 여겨진다. 
다만 직명 등은 기존의 순군만호부제와 동일하였고, 이후로도 모반, 방수, 일반적인 방도금란, 일반 관료들의 직책상의 잘못 등에 대한 징계 장소로도 이용되는 등 정규 중앙군과 별개의 체제를 유지하면서 독자적인 순작 임무를 수행하였다고 여겨진다.
태종 3년(1403년) 6월에 순위부는 다시 의용순금사로 개칭되었으며, 그 직제도 절제사, 첨절제사 등으로 바뀌어 기존 만호부제로부터 완전히 탈피하였다. 이후 절제사ㆍ첨절제사 대신에 상호군(上護軍)ㆍ대호군(大護軍) ㆍ호군, 사직ㆍ부사직의 직제가 시행되었다.

## 기능과 역할

### 치안 기구로써의 활동
의용순금사는 순군만호부가 기왕에 맡아 오던 순작과 방도금란 즉 행정경찰적 기능을 수행하는 것이 주요 임무였으나, 그 방도금란의 업무란 모반혐의자나 그 연계자, 요언(유언비어) 유포자 그리고 일반적으로 왕명을 위반한 자들까지도 포괄하는 광범위한 것이었다. 
태종 7년(1407년)에서 9년(1409년) 사이에 의용순금사가 맡았던 수많은 '방도금란' 사례 가운데에는 태종의 공신이자 외척이었던 민무구 ㆍ 민무질 형제의 모역 사건도 포함되어 있었다. 태종 8년(1408년)에 참서(讖書)를 읽고 '이씨의 사직은 30년 갈 기업'이라고 말한 전임 해전고주부(解典庫注簿) 임영을 가두고 국문할 때에도 대간 ㆍ 형조와 함께 순금사가 국문에 참여하는 등 요사한 말이나 불온한 문서를 유포하여 왕조 내지 왕실을 모독하거나 사회 질서를 문란하게 하는 자도 순금사에서 처형되는 경우가 있었다. 
이밖에도 청탁으로 관직을 얻으려고 한 자를 의정부나 헌사(憲司)에서 순금사에 이첩하고, 순금사가 이들을 구인 또는 장형에 처하기도 하였으며 국고나 관의 곡식을 사사로이 전용한 수령, 인삼 등 금제품을 밀수하여 이익을 도모한 통사(通司)나 절제사도 순금사에 구치하여 처리하였다.
의용순금사는 순작으로 적발된 범순자 및 모역, 방수, 일반적인 방도금란, 관리들의 근무태만, 직무유기 등에 관련되는 사법 경찰적인 업무에도 주도적인 역할을 수행하였다.

### 사정지지(私情之地): 국왕의 사적 권력 기구로써의 전용
그러나 이 과정에서 순군만호부와 마찬가지로 의용순금사 역시 자백을 받기 위한 고문 등의 가혹한 행위 및 의용순금사를 국왕 개인의 자의적인 권력도구로 사용한 점은 한계이자 문제점으로 지적된다. 
순위부가 의용순금사로 개칭된 뒤 편제 형식상으로는 의용순금사는 병조 소속으로 병조의 이문에 따라 순범자에 대한 단속을 시행하였지만, 태종 8년 1월 이후로는 병조의 지시에서 벗어나 오직 왕지(어명)에 따라서 중범죄자만을 구금, 처형하게 되었다(뒷장 지휘 계통 항목 참조). 따라서 왕지(王旨)가 있다면 그 대상의 직장(職掌)이나 관직의 높고 낮음, 신분의 귀하고 천함마저도 불문하고 제재 대상이 되었다. 이는 사실상 형조의 직장과도 중첩되는 것이었고, 순작포금(巡綽捕禁)이라는 기존의 직무도 부병(府兵)의 그것과 병행되어 있어서 순금사의 직장의 한계는 실질상으로 모호한 것이었다. 이러한 모호성으로 인해 의용순금사는 자신의 원래의 기능인 방도금란(防盜禁亂)에서부터 모역 혐의자, 요언 유포자, 문무 양반 관료, 일반적인 왕명 위반자에 대한 징치(懲治)까지 단속 대상과 범위가 사실상 무제한이었다고 볼 수 있다. 
순금사옥(巡禁司獄)에서 죄인을 심문하고 법률을 적용하는 경우 흔히 순금사(巡禁司) 관원에게만 맡기고 경찰직 최고 책임자인 순금사겸판사는 원래부터 낭청(郎廳)에 나가지도 않았기 때문에 가혹행위와 그로 인한 폐단이 극히 심하였다. 태종 14년에 제조관(정1품) 가운데 승문원과 순금사(巡禁司)만은 당해 관사에 나아가 앉도록 하라는 지시기 있었음에도 불구하고 종래의 관습이 그대로 답습되어59) 한상덕의 건의로 순금사에 명하여 예전의 폐단을 밟지 말라고 지시하여 이를 시행하게 되었다. 그러나 순군옥에 투옥된 사람들이 받은 매질 등 가혹 행위에 대하여는 어디에도 하소연할 곳이 없는 실정이었다.
동시에 직권에 따른 권세가 상대적으로 클 수밖에 없었던 순금사 관원이 직권남용이나 직무유기를 저지르고 그와 관련한 사적 제재에 순금사옥을 이용하기도 하였다. 심지어 신문고를 통한 청원을 하달하는 임무를 맡고 있다는 점을 악용하여 순금사 관원들이 신문고를 쳐서 호소하려는 자를 방해하는 경우도 있었다.
태종대에는 대간(臺諫) 즉 언관이 기능이 제약당하고 봉쇄되어 좌천ㆍ파직ㆍ구수(拘囚)ㆍ처형되는 경우가 으레 있었고, 이러한 경우 순군(순금사)는 모든 신권 위에 왕권(王權)의 대행자로 군림하였다. 그리고 신왕조가 확립되고 왕권이 강화되어가던 태종 3년 6월 순위부가 의용순금사로 개칭되면서 더욱 이러한 현상을 현저히 나타나고 있음을 볼 수 있다. 이러한 순군 즉 순금
사의 국왕 전제화 도구, 업무의 중복성, 재정의 결핍 등으로 순군(순금사)을 혁파하자는 건의가 계속 제기되었고, 태종 14년 8월에 마침내 의금부(義禁府)로 개편되었다.

## 직제
의용순금사는 상호군(上護軍), 대호군(大護軍), 호군(護軍), 사직(司直)ㆍ부사직(副司直) 등이 '순군관'(巡軍官)으로 통칭되는 상부 지휘 계통을 이루었고, 그러한 병직(兵織) 위에 최상층인 겸판사의용순금사사(兼判事義勇巡禁司事)를 두었다. 이들은 흔히 고급 관리에게 겸섭(兼攝, 겸직)시켜 그 통제하에 들게 하였다. 
즉 겸판의용순금사는 실제로 첨지의정부사(僉知議政府事)ㆍ홍문관대제학(弘文館大提學)ㆍ이조판서(吏曹判書)와 의정부찬성사(議政府贊成事) 등 정2품 내지 종1품관에 의하여, 혹은 작위 칭호를 가진 공신 등에 의하여 겸섭되었으며, 때로는 2명 또는 3명이 같이 겸섭하기도 하였다. 그러나 의용순금사는 군이자 경찰군이었기 때문에 최상층인 겸판사의용순금사사를 제외하고는 그 직제는 무관직의 명칭으로 편성되었다. 
그리고 그 아래 막강한 하부조직으로 영사, 백호, 나장, 도부외 등의 인력과 장비 등이 구비되어 있었다. 먼저 영사(令史)는 고려말 이래 감옥의 죄수(罪囚)를 다루며 도부외(都府外)와 나장(螺匠)을 거느리는 8품 거관(去官)인 하급 관리로 나장과 함께 태종 때 신문고 관리인으로도 활약하였으며, 의용순군사가 의금부로 개칭된 이후인 세종 7년에는 의금부 부속으로 그 수가 40명이나 되었다. 도부외가 범죄 예방 측면인 순작 사무를 주로 전담하였다면, 나장은 의용순금사의 핵심 사법경찰 병력으로 사법경찰 임무 수행과 여러 가지 범죄 사건과 관련된 경계 임무 등에도 투입된 것으로 보인다. 
백호(百戶)는 2정(丁)의 봉족(奉足)을 가진 군인이자 경찰 신분으로 도부외의 사졸(士卒)이나 나장(螺匠)보다 높은 지위에 있었다. 그들은 죄인의 감시, 죄인의 압송 그리고 영사와 함께 순작업무도 행하였는데, 40명씩 2번(番)으로 나누어 6개월씩 교대 근무하도록 되어 있었다. 세조(世祖) 12년(1466년) 정월 의금부가 《경국대전》에 따라 체제화되면서 하부조직을 단순화시키는 과정에서 혁파되었다. 
나장(螺匠)은 순군만호부에서 의금부로 변천되는 과정 중에서도 도부외 다음으로 많은 숫자를 가진 군이자 경찰관리였다. 나장은 신문고 지키기, 순행원(巡行員), 죄인의 압송, 죄인 심문시 경비 업무 등에도 동원되었다. 그러나 이후 일반 군사보다도 못한 천역(賤役)으로 취급되기까지 했다.
의용순금사의 하부 조직 가운데 그 수가 가장 많은 것은 도부외(都府外)였는데, 수백 명의 나장과 더불어 직접적인 '순군부대'를 구성하던 핵심 세력이었다.

## 지휘 계통
의용순금사는 순군만호부의 개칭으로 기존 순군만호부가 맡았던 순찰과 포도금란(捕盜禁亂)이 주 임무였다. 그러나 지휘 계통은 형식상으로 정규군인 삼군십사(三軍十司)와 더불어 병조(兵曹) 소속임에도 명령ㆍ복종의 계통이 서 있었던 것은 아니었다. 
태종 8년(1408년) 1월에 순금사가 올린 상언에서는 본사(의용순금사)가 "조옥(詔獄)의 임무를 맡아 죄인을 가두고 석방하는 것은 모두 상지(上旨)를 받아 시행하고 있는데, 병조에서 일반 범순자(犯巡者)나 시위(侍衛)가 늦어진 자의 가노(家奴)를 본사(의용순금사)에 가두고, 또 병조의 이문(移文)을 기다려서야 이들에게 태형을 집행하게 되니, 조옥의 체통에 어긋남이 있으니, 앞으로는 하지(下旨) 이외의 죄수는 본사(순금사)에 가두지 말도록 해 달라고 건의하였고, 태종이 이를 수락함으로써 이후로는 병조의 명령 계통을 거치지 않고 오로지 왕지(王旨)에 따라 중죄자와 6품 이상 관원만을 수금ㆍ처벌하는 기관이 되었다. 이는 훗날 의금부로 개칭되는 과정에서 경찰 고유의 순찰업무와 사법경찰 업무가 분리되고 순군이 혁파되는 단서를 제공하는 한 원인이 되었다. 
태종 9년(1409년) 종래 부병(府兵)과 순군(의용순금사)이 별도로 순찰하던 것을 중군(中軍) 가운데 충무금사(忠武禁司)를 순위사(巡衛司)로 삼아 의용순금사와 더불어 각기 2번(番)으로 나누어 사흘씩 서로 교대하여 순작과 더불어 감순(監巡)을 맡게 함으로써 유기체적 계통을 세워 협력ㆍ실시하도록 하였고, 이런 개편 과정을 통해서 의용순군사는 정규 중앙군인 십사의 직제와 같이 개편되었고 병조에 속하게 되었다. 

### 내용주
1. ↑  예를 들어 태종 5년 앞서 불궤죄로 유배되었던 이저를 태종이 서울로 소환하려는 것을 개국공신 등 30여 명이 불가하다고 논하고 대간과 형조에서도 이저를 소환해서는 안 된다고 상소하였을 때, 태종은 이저의 소환을 반대하는 상소를 궐내에 두고 회답하지 않은 채로 순금사에 명하여 형구를 갖추고 문밖에서 명을 대기하게 함으로써 대간이나 형조 관원들을 으르려 하였으며[5] 순금사를 두고 "순금사는 내가 사정(私情)을 봐 주는 곳(私情之地)이다."[6]라고 말하기도 하였다. 형정을 집행하는 기구인 순금사는 국왕이 모든 신권(臣權) 위에 군림하는 '전제왕권의 도구'였을 뿐만 아니라 국왕이 감형과 관련한 개인적인 온정을 베푸는 '사적 감정의 도구'이기도 하였다.
2. ↑  8품까지밖에 승진하지 못하게 제한되는 것을 의미한다.